# Canzoniere di Torino
Il Canzoniere di Torino (in lingua spagnola Cancionero de Turín) è un manoscritto musicale che contiene opere polifoniche spagnole di carattere profano, risalenti al periodo a cavallo fra il XVI e XVII secolo; sono pertanto opere di transizione fra Rinascimento e Barocco. Il manoscritto trae tale denominazione dal fatto che è conservato nella città di Torino, precisamente nella Biblioteca nazionale universitaria al n. R 1 – 14. 

## Opere
Nell'indice figurano 47 brani, uno dei quali però duplicato. Altri tre brani si trovano fuori indice, due dei quali anch'essi duplicati. D'altra parte i brani di cui ai numeri 36 e 37 dell'indice, Salte y baile e Mi voluntad no me dexa, sono in realtà un brano unico dal titolo Por dinero baila el perro. Quindi il Canzoniere contiene in realtà 46 opere. Una di queste è a quattro voci, 35 sono a tre voci e le dieci rimanenti sono a due voci. Le forme musicali utilizzate sono il villancico, la canzone (canciόn) e il  romancero.
Tutti i brani sono anonimi tranne uno, Sobre moradas violetas, composta per il chitarrista e compositore sivigliano Juan de Palomares. Sappiamo che si deve a lui, poiché il medesimo brano si trova nel Cancionero de la Sablonara, conservato nella Biblioteca statale della Baviera, a Monaco. 
Il testo di questa opera è di Catalina Zamudio. È possibile che il Palomares sia l'autore di alcuni altri brani del Canzoniere.
Molti dei testi delle opere provengono dal romancero o furono scritte per autori noti, come Lope de Vega, Catalina Zamudio, ecc.
| Nº | Opera                                     | Voci | Genere musicale | Concordanze | Incisioni | Note |
| -- | ----------------------------------------- | ---- | --------------- | ----------- | --------- | --- |
| 1  | Por la puente, Juana                      | 3    | Romance         |             | FIC       | Il suo ritornello si trova in varie ricompilazioni del secolo XVII. Questa romanza dà anche il nome ad una commedia di Lope de Vega |
| 2  | Ay, malogrados pensamientos míos          | 2    | Canción         |             | FIC       | |
| 3  | Ya no soy quien ser solía                 | 3    |                 |             |           | |
| 4  | ¿Qué es esto pensamiento?                 | 3    |                 |             |           | |
| 5  | A la gineta y vestido                     | 2    |                 |             |           | |
| 6  | Adiós esperanças                          | 3    | Villancico      |             | FIC       | |
| 7  | Al enredador, vecinas                     | 3    |                 |             | FIC       | |
| 8  | Ay suspiros                               | 3    |                 |             |           | |
| 9  | Aquí ho hay que esperar                   | 3    |                 |             |           | |
| 10 | Ay, amargas soledades                     | 2    | Romance         |             | CLA, FIC  | Testo: Lope de Vega |
| 11 | Volved pensamiento mío                    | 3    |                 |             |           | |
| 12 | Bella pastorcica                          | 3    | Villancico      |             | FIC       | |
| 13 | ¿Cómo puede temer daño?                   | 3    |                 |             |           | |
| 14 | Con çiertas desconfianças                 | 3    |                 |             |           | |
| 15 | Cómo retumban los remos                   | 3    |                 |             |           | |
| 16 | De pechos sobre una peña                  | 3    |                 |             |           | |
| 17 | ¿Dónde estás, Señora mía?                 | 3    | Romance         |             | PMA, FIC  | Noto come il Romance del Marqués de Mantua ed è citato citato nel Don Chisciotte. |
| 18 | Desdichada la dama                        | 2    |                 |             | FIC       | |
| 19 | De los álamos vengo                       | 3    |                 |             |           | |
| 20 | En esta larga ausencia                    | 2    |                 |             |           | |
| 21 | Fuego de Dios                             | 2    | Romance         |             | FIC       | Ha ispirato una commedia di Calderón de la Barca |
| 22 | Gavilán que andáis de noche               | 3    | Villancico      |             | FIC       | |
| 23 | La ocasión del mal que siento             | 3    |                 |             |           | |
| 24 | Madre, la mi madre                        | 5/3  |                 |             | PMA, FIC  | Il suo testo compare con alcune varianti nelle opere di Lope de Vega, Calderón de la Barca o Cervantes (Il geloso dell'Estremadura). Il compositore Pedro Ruimonte utilizzó una di queste varianti nel brano che compare nel Parnaso Español. |
| 25 | La morena graciosa                        | 3    |                 |             |           | |
| 26 | En el campo florido                       | 3    |                 |             |           | |
| 27 | Río de Sevilla                            | 3    |                 |             |           | |
| 28 | = No 4                                    | 3    |                 |             |           | |
| 29 | Mal haya, quien s'enamora                 | 3    |                 |             |           | |
| 30 | No me lo pregunte, madre                  | 3    |                 |             |           | |
| 31 | No paséis, el caballero                   | 3    |                 |             |           | |
| 32 | No puedo en tus ojos bellos               | 2    | Villancico      |             | FIC       | |
| 33 | No quiero contar mi pena                  | 4    |                 |             |           | |
| 34 | Ojos no lloréis                           | 3    |                 |             |           | |
| 35 | Horas tristes y amargas                   | 3    |                 |             |           | |
| 36 | Salte y baile (Por dinero baila el perro) | 3    | Villancico      |             | FIC       | |
| 37 | Señora, después que os vi                 | 3    |                 |             |           | |
| 38 | Vay os amores                             | 2    | Villancico      |             | FIC       | |
| 39 | Sobre moradas violetas                    | 3    | Romance         | SAB         | FIC       | Compositore: Juan de Palomar Testo: Catalina Zamudio |
| 40 | Otras veces m'avéis visto                 | 3    |                 |             |           | |
| 41 | Mi querido es ido al monte                | 3    |                 |             |           | |
| 42 | Puse mis cabellos                         | 3    |                 |             |           | |
| 43 | Pensamiento, pues dizen                   | 3    | Canción         |             | FIC       | |
| 44 | Era la noche más fría                     | 3    |                 |             |           | |
| 45 | Blanda la mano                            | 2    |                 |             |           | |
| 46 | No lloréis casada                         | 2    | Villancico      |             | FIC       | È un villancico sul tema della mal maridada (mal maritata), di origine francese e provenzale. |
| 47 | = No 12                                   | 3    |                 |             |           | |
| 48 | En el más soberbio monte                  | 3    |                 |             |           | |
| 49 | = No 16                                   | 3    |                 |             |           | |

Concordanze con altri manoscritti:
- SAB - Múnich, Bayerische Staatsbibliothek, Mus. Ms. E.200 (Cancionero de la Sablonara).

## Discografia
- 1982/1990 - [PMA] Música en la obra de Cervantes. Pro Música Antiqua de Madrid. Miguel Ángel Tallante. MEC 1028 CD
- 2002 - [CLA] Canciones de amor y de guerra. Clarincanto. Pneuma
- 2005 - [FIC] Cancionero de Turín. Gruppo Musica Ficta. Raúl Mallavibarrena. Enchiriadis EN 2013.